# جوليو كورسيني
جوليو كورسيني (بالإيطالية: Giulio Corsini)‏ (28 سبتمبر 1933 - 31 ديسمبر 2009) كان لاعب كرة قدم محترف ومدربًا إيطاليًا.